# زانیار خسروی
زانیار خسروی (زادهٔ ۲ اردیبهشت ۱۳۶۴ در تهران)، خواننده، آهنگساز، ترانه‌سرا، تنظیم‌کننده، نوازنده و بازیگر اهل ایران است که در ۱۱ اسفند ۱۳۹۲ اولین آلبوم رسمی خود را به نام ۲۸ منتشر نمود. او از مؤسسان گروه موسیقی ایهام است.

## زندگی‌نامه
زانیار، برادر کوچک‌تر سیروان خسروی، دیگر خوانندهٔ پاپ است. او در سال ۱۳۹۲ مجوز رسمی فعالیت خود را دریافت کرد.

## آلبوم‌ها
- ۲۸ (۱۳۹۲)[۳]
- آکوستیک (۱۴۰۰)

| ۲۸                           | ۲۸                           | ۲۸                            | ۲۸                            | ۲۸                              |
| موسسه فرهنگی هنری آوای فروهر | موسسه فرهنگی هنری آوای فروهر | موسسه فرهنگی هنری آوای فروهر  | موسسه فرهنگی هنری آوای فروهر  | موسسه فرهنگی هنری آوای فروهر    |
| شماره                        | آهنگ                         | ترانه‌سرا                      | آهنگساز                       | تنظیم کننده                     |
| ---------------------------- | ---------------------------- | ----------------------------- | ----------------------------- | ------------------------------- |
| ۱                            | فکر بکر                      | زانیار خسروی                  | زانیار خسروی                  | زانیار خسروی - امیرمیلاد نیکزاد |
| ۲                            | تو نباشی                     | امیرعلی بهادری                | زانیار خسروی                  | زانیار خسروی - امیرمیلاد نیکزاد |
| ۳                            | تو اگه بخوای                 | امیرعلی بهادری                | زانیار خسروی - امیرعلی بهادری | زانیار خسروی - امیرمیلاد نیکزاد |
| ۴                            | من نمیخوام عوض بشم           | زانیار خسروی                  | زانیار خسروی                  | زانیار خسروی - امیرمیلاد نیکزاد |
| ۵                            | دو راهی                      | زانیار خسروی                  | زانیار خسروی - شهاب رمضان     | زانیار خسروی - امیرمیلاد نیکزاد |
| ۶                            | حس کمیاب                     | زانیار خسروی                  | زانیار خسروی                  | زانیار خسروی - امیرمیلاد نیکزاد |
| ۷                            | دستی دستی                    | زانیار خسروی - فرهاد جهانی    | زانیار خسروی - فرهاد جهانی    | سیروان خسروی                    |
| ۸                            | امید دارم هنوز               | زانیار خسروی - امیرعلی بهادری | زانیار خسروی - امیرعلی بهادری | زانیار خسروی                    |
| ۹                            | گریه ام گرفت                 | زانیار خسروی                  | سیروان خسروی                  | زانیار خسروی - امیرمیلاد نیکزاد |
| ۱۰                           | ریسک                         | زانیار خسروی                  | زانیار خسروی                  | سیروان خسروی                    |

## فیلم‌شناسی
| فیلم‌شناسی زانیار خسروی | فیلم‌شناسی زانیار خسروی | فیلم‌شناسی زانیار خسروی | فیلم‌شناسی زانیار خسروی | فیلم‌شناسی زانیار خسروی | فیلم‌شناسی زانیار خسروی | فیلم‌شناسی زانیار خسروی | فیلم‌شناسی زانیار خسروی   |
| سال                    | نام فیلم               | نوع فیلم               | سمت                    | کارگردان               | تاریخ اکران            | نام نقش                | توضیحات                  |
| ۱۳۸۹                   | برف روی کاج‌ها          | سینمایی                | بازیگر                 | پیمان معادی            | ۱۳۹۲                   | پرهام                  | اکران در ۵ اردیبهشت ۱۳۹۲ |
| ---------------------- | ---------------------- | ---------------------- | ---------------------- | ---------------------- | ---------------------- | ---------------------- | ------------------------ |

| سریال‌شناسی زانیار خسروی | سریال‌شناسی زانیار خسروی | سریال‌شناسی زانیار خسروی | سریال‌شناسی زانیار خسروی | سریال‌شناسی زانیار خسروی | سریال‌شناسی زانیار خسروی | سریال‌شناسی زانیار خسروی | سریال‌شناسی زانیار خسروی        |
| سال                     | نام سریال               | سمت                     | نام کارگردان            | تعداد قسمت‌ها            | تاریخ پخش مجموعهٔ اول    | نام نقش                 | توضیحات                        |
| ۱۳۹۳                    | عشق تعطیل نیست          | بازیگر                  | بیژن بیرنگ              | ۲۶ قسمت                 | ۶ بهمن ۱۳۹۳             | ارشیا                   | ساخت آن پس از ۵ قسمت متوقف شد. |
| ۱۴۰۰                    | حرفه‌ای                  | بازیگر                  | مصطفی تقی‌زاده           | ۱۶ قسمت                 | ۲۱ مهر ۱۴۰۰             | سهیل                    | پخش آن تکمیل شد                |
| ----------------------- | ----------------------- | ----------------------- | ----------------------- | ----------------------- | ----------------------- | ----------------------- | ------------------------------ |

| مجموعه نمایش خانگی | مجموعه نمایش خانگی | مجموعه نمایش خانگی | مجموعه نمایش خانگی | مجموعه نمایش خانگی | مجموعه نمایش خانگی | مجموعه نمایش خانگی    |
| سال                | نام مجموعه         | سمت                | نویسنده            | کارگردان           | تاریخ پخش          | توضیحات               |
| ۱۴۰۱               | مهمونی             | مهمان              | ایرج طهماسب        | ایرج طهماسب        | ۱۱ فروردین ۱۴۰۱    | به همراه سیروان خسروی |
| ------------------ | ------------------ | ------------------ | ------------------ | ------------------ | ------------------ | --------------------- |

## حواشی
در تاریخ ۲۱ بهمن ۱۴۰۱ هنگام اجرای کنسرت گروه ایهام در ارومیه، مأمورینی که به نظر با ادارهٔ نظارت بر اماکن عمومی بودند، با حضور روی صحنه خواستار توقف کنسرت شدند که با واکنش زانیار خسروی بعنوان یکی از خوانندگان گروه و نیز حاضرین همراه شد.